# Neoserica multifoliata
Neoserica multifoliata är en skalbaggsart som beskrevs av Moser 1920. Neoserica multifoliata ingår i släktet Neoserica och familjen Melolonthidae. Inga underarter finns listade i Catalogue of Life.